# Telegramma Höfle
Il telegramma Höfle è un importante documento riguardante la Shoah venuto alla luce nel 2000 tra il materiale declassificato relativo alla Seconda guerra mondiale degli archivi del Public Record Office di Kew, in Inghilterra.

## Storia
Il documento consiste nell'intercettazione e nella decrittografazione di due messaggi radio inviati dall'SS-Sturmbannführer Hermann Höfle l'11 gennaio 1943 e diretti agli SS-Obersturmbannführer Adolf Eichmann a Berlino e Franz Heim a Cracovia.
Nei messaggi sono riportati il numero dei deportati in arrivo nelle due settimane precedenti e quello degli arrivi totali, aggiornati al 31 dicembre 1942, nei campi di sterminio dell'operazione Reinhard (Bełżec, Sobibór, Treblinka) e nel campo di concentramento di Majdanek.
L'importanza del telegramma Höfle risiede nel fatto di essere uno dei pochi documenti nazisti che riportano il numero preciso delle vittime nel contesto della «soluzione finale della questione ebraica». Al 31 dicembre 1942 è superiore a 1.250.000; da notare che il totale, per quello che riguarda i campi dell'operazione Reinhard, è da considerarsi solo parziale, visto che i campi furono operativi fino all'agosto 1943.

## Trascrizione

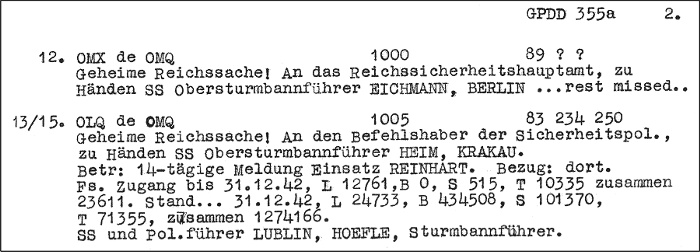
Il telegramma originale

Segreto di stato! All'Ufficio centrale per la sicurezza del Reich, all'attenzione dell'SS Obersturmbannführer EICHMANN, BERLINO [lacuna, il resto manca]
13/15. OLQ de OMQ 1005 83 234 250

Segreto di stato! Al comandante della Polizia di sicurezza, all'attenzione dell'SS Obersturmbannführer HEIM, CRACOVIA

Oggetto: rapporto bisettimanale operazione REINHARD

Riferimento: telegramma radio da questa sede registra gli arrivi fino al 31 dicembre 1942, L 12761, B 0, S 515, T 10335, totale 23611

Situazione [lacuna] 31 dicembre 1942, L 24733, B 434508, S 101370, T 71355, totale 1274166.
Comandante delle SS e della polizia di Lublino, HÖFLE, Sturmbannführer.»
Per maggiore chiarezza i dati sono stati organizzati nella seguente tabella:
|                        | Arrivi registrati nelle due settimane precedenti al 31 dicembre 1942 | Arrivi totali al 31 dicembre 1942 |
| L (Lublino - Majdanek) | 12 761                                                               | 24 733                            |
| B (Bełżec)             | 0                                                                    | 434 508                           |
| S (Sobibór)            | 515                                                                  | 101 370                           |
| T (Treblinka)          | 10 335                                                               | 713 555                           |
| Totale                 | 23 611                                                               | 1 274 166                         |

I messaggi intercettati, spediti a distanza di cinque minuti uno dall'altro, vennero probabilmente inviati utilizzando il codice Enigma, allora in uso presso le forze armate tedesche. Il passaggio «T 71355» (relativo al numero totale degli arrivi al campo di Treblinka) è comunemente interpretato come  «T 713555» per due motivi:
- la somma totale di 1.274.166 si ottiene sostituendo 713.555 a 71.355
- I dati riportati nel messaggio sono ripresi esattamente da un altro importante documento dell'epoca, il cosiddetto Rapporto Korherr, che sostituisce solo il numero relativo a Treblinka portandolo a 713.555.

La cifra citata nel documento intercettato dagli inglesi rappresenta quasi sicuramente un errore di trascrizione. Gli inglesi probabilmente non si resero conto di quanto avevano intercettato e quindi l'errore sarebbe stato difficilmente rilevabile all'epoca. Da notare che l'intercettazione non è accuratissima ed è parzialmente incompleta.

## Importanza del documento
Secondo la NSA degli Stati Uniti e gli storici dell'Olocausto, "sembra che gli analisti britannici che avevano decifrato il messaggio si siano fatti sfuggire la rilevanza di questo particolare messaggio in quel momento. Senza dubbio ciò accadde perché il messaggio stesso conteneva solo le lettere identificative dei campi di sterminio seguite dai totali numerici. L'unico indizio sarebbe stato il riferimento all'operazione Reinhard, il cui significato, ossia il piano per eliminare gli ebrei polacchi che prendeva il nome dal generale delle SS assassinato Reinhard Heydrich, all'epoca era probabilmente anche sconosciuto ai decifratori di codici a Bletchley Park."
Il radiotelegramma di Höfle è una delle due prove probatorie che si avvalgono di cifre ben precise, suggerendo la loro comune origine; l'altro è il Rapporto Korherr a Himmler dello statistico professionista Richard Korherr del gennaio 1943. Entrambi citano esattamente lo stesso numero di ebrei "lavorati" durante l'Operazione Reinhard. Oltre a fornire i totali identici al 31 dicembre 1942, il telegramma Höfle indica anche che il campo di Lublino (Majdanek) faceva parte dell'operazione Reinhard di Odilo Globočnik, un fatto che in precedenza gli storici non avevano pienamente compreso.